# Boris Cvek

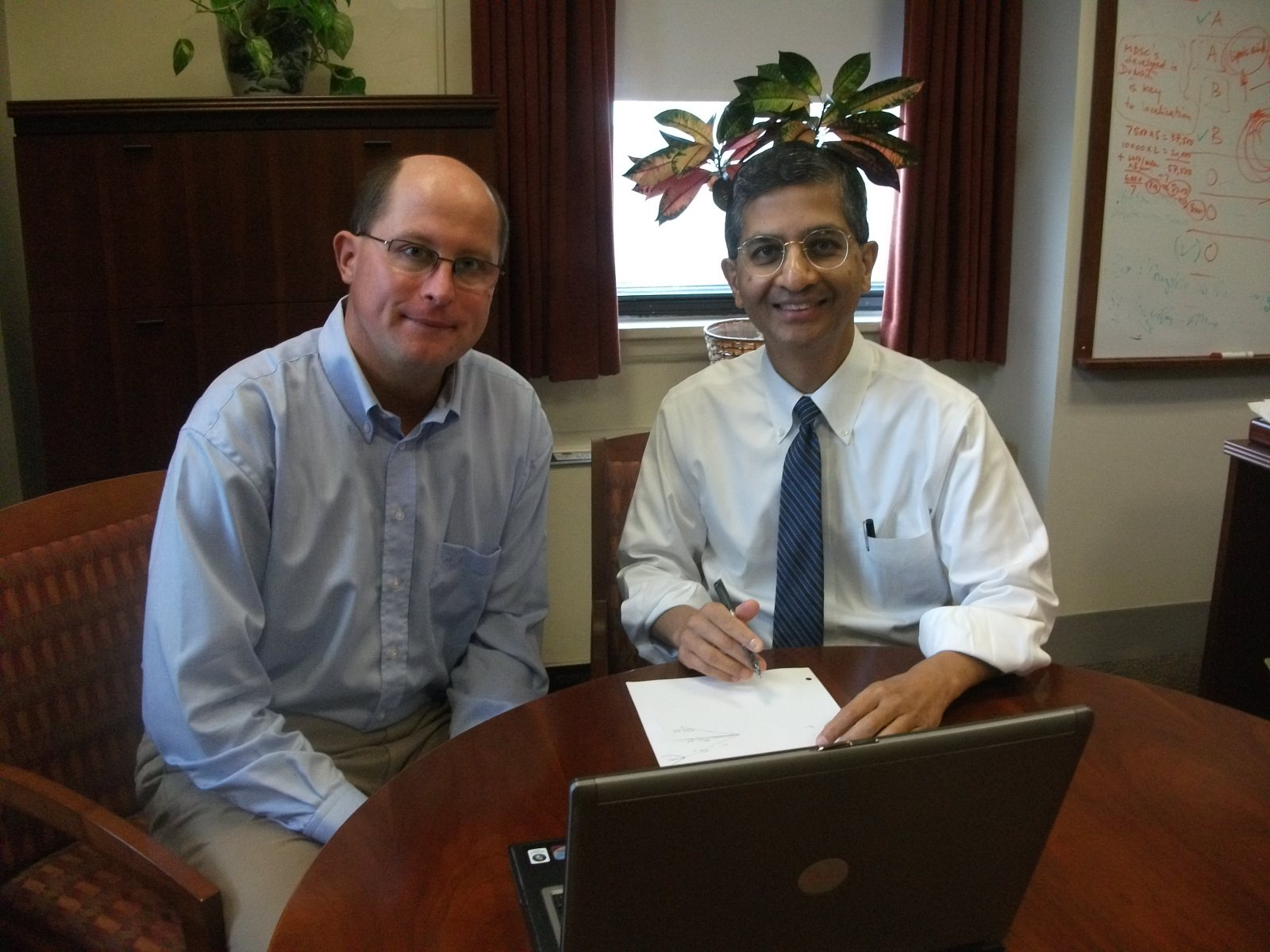
Boston 2013, foto z krátké stáže Borise Cveka u prof. Vikase Sukhatme na Beth Israel Deaconess Medical Center. Cvek a Sukhatme diskutují klinické testy disulfiramu pro léčení rakoviny.

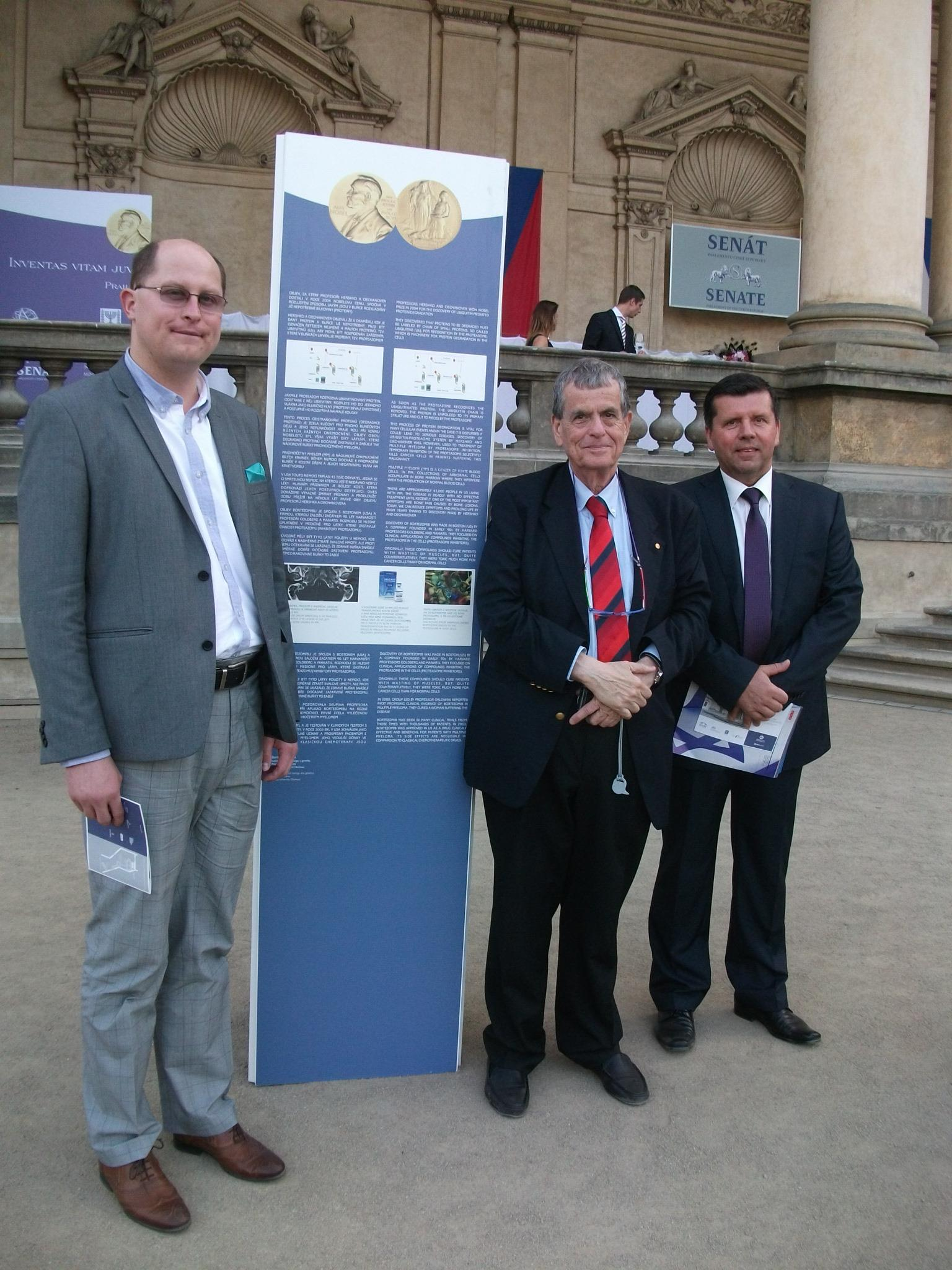
Boris Cvek a Aaron Ciechanover (Nobelova cena za chemii 2004) ve Valdštejnské zahradě na jaře 2012. Foceno u panelové prezentace objevu (kterou připravoval Cvek pro toto společenské setkání), za který dostali Ciechanover, Hershko a Rose Nobelovu cenu.

Boris Cvek (* 26. března 1976 Krnov) je český chemik, publicista a filozof, který se zabývá také psaním o klasické beletrii, psaním náboženských úvah a dříve i psaním poezie a dramat. Profesně se věnuje výzkumu využití disulfiramu (antabusu) v onkologii a neziskovému přístupu k vývoji starých, nepatentovatelných léků pro nové indikace v medicíně (neziskové léky, non-profit drugs).

## Život
Maturoval na gymnáziu v Krnově v roce 1994. Vystudoval anorganickou chemii na Univerzitě Palackého v Olomouci (UP), kde v roce 2006 obhájil pod vedením prof. Richarda Pastorka dizertační práci na téma koordinační chemie niklu (Ph.D. z chemie). V letech 2004-2005 působil jako učitel na základní škole Haškova v Uničově a na gymnáziu v Kojetíně. V letech 2005-2008 přednášel lékařskou chemii pro český i anglický program všeobecné medicíny na Lékařské fakultě UP a v letech 2009-2014 buněčnou biologii a filozofii přírodních věd na Přírodovědecké fakultě UP, kde také pracoval jako badatel. Filozofii přírodních věd přednáší stále. Na Univerzitě Karlově dizertoval v roce 2015 z filozofie a dějin přírodních věd u Jaroslava Peregrina s prací Vědění jako nástroj: instrumentalismus ve filozofii přírodních věd (Ph.D. z filozofie). Po působení na Katedře buněčné biologie a genetiky Přírodovědecké fakulty UP přešel v roce 2015 na Institut sociálního zdraví UP, kde se i nadále věnuje prosazování antabusu (disulfiramu) jako neziskového léku v onkologii. Původně šlo o fundraising pro klinické testy disulfiramu u pacientů s metastazujícími rakovinami prsu, plic a dalších, asi od roku 2020 se zaměřuje především na zkoumání systémových překážek ve vývoji neziskových léků (článek "Multiple deadlocks in the development of nonprofit drugs" publikovaný v roce 2022 v časopise Drug Discovery Today), což jej mimo jiné přivedlo zpět k problematice medicinální chemie a systémových problémů v jejím jádru. Základní přehled dosavadní výzkumné činnosti lze najít v powerpointové prezentaci z doktorandské konference na Univerzitě Palackého v listopadu 2022.

### Rodina
rodiče
MUDr. Dušan Cvek, lékař (1926-2013)
Božena Cveková (1946)
sourozenci
- Alena Kuryvialová, učitelka
- MUDr. Milan Cvek, lékař-radiolog (1953)
- Robert Cvek, šachový velmistr (1979)

## Výzkum
V roce 2006 se poprvé v souvislosti se zájmem o biologickou aktivitu látek, které syntetizoval jako chemik, pustil do výzkumu disulfiramu jako léku proti rakovině. Výsledkem deset let trvající mezinárodní spolupráce, kterou inicioval v létě 2007, je publikace v časopise Nature "Alcohol-abuse drug disulfiram targets cancer via p97 segregase adaptor NPL4" z roku 2017 (článek o vzniku, průběhu a zjištěních tohoto výzkumu lze najít v časopise Vesmír nebo v Britských listech). Obsahem této publikace v Nature je objasnění překvapivého a dosud nepopsaného mechanizmu, kterým disulfiram zabíjí nádory ve zkumavce i ve zvířatech. Korespondujícími autory jsou kromě B. Cveka Jiří Bártek a Raymond Deshaies. Obsah článku byl shrnut ve zprávě časopisu Science.
Na myšlence neziskových léků B. Cvek spolupracoval s prof. Vikasem Sukhatmem, který dříve působil jako profesor medicíny na Harvard Medical School a později jako děkan fakulty medicíny na Emory University v Atlantě.
Ve filozofii se věnuje hlavně modernizaci amerického pragmatizmu přes kritiku Rortyho myšlení a hledání zdroje objektivity experimentální vědy ve zopakovatelnosti experimentů. Jde mu o to, že objektivita lidského poznání nespočívá v pojmech, ale ve fyzické činnosti, kterou je možno opakovat se stejnými výsledky v experimentech, řemeslech i průmyslu (aplikace experimentů vědy v průmyslu znamená jejich neustálé a nezávislé opakování a je důkazem jejich objektivity). Zabývá se také sociologií vědy, zejména rozsáhlou krizí důvěryhodnosti vědeckých dat v biomedicíně. Nesmyslnost valné části výzkumu disulfiramu jako léku proti dalším a dalším nemocem ukázal z chemického hlediska v článku "The Promiscuity of Disulfiram in Medicinal Research" (na článek reagoval na blogu časopisu Science mezinárodně uznávaný expert Derek Lowe). V roce 2025 formuloval v časopise Expert Opinion on Drug Discovery pět pravidel, jejichž ignorování vede k fundamentálním selháním v oboru medicinální chemie ("The rules often neglected in current medicinal chemistry"). Ve stejném roce v časopise Vesmír upozornil na asburdní situaci v citování vědeckých prací (článek "Četli jste to vůbec?").

## Publikace

### Odborné publikace
Odborně publikoval kromě zmíněného článku v Nature také v Journal of Medicinal Chemistry, Drug Discovery Today, Current Pharmaceutical Design, Current HIV Research, Journal of Hepatology, Current Cancer Drug Targets a International Journal of Cancer – jako první nebo jediný autor. Byl pozván jako Guest Editor do časopisu Mini-Reviews in Medicinal Chemistry, kde do „jeho čísla“ přispěli vědci z Británie, Itálie a USA. Je též autorem kapitoly Proteasome Inhibitors v knize The proteasomal system in aging and disease, kterou vydal Elsevier v rámci série Progress in Molecular Biology and Translational Science, jejíž další kapitoly jsou psány odborníky z USA, Francie, Řecka a Německa.
V článku Nonprofit drugs as the salvation of world's healthcare systems (Drug Discovery Today, 2012) ukázal, jak by bylo možno pomocí starých, nepatentovatelných léků, použitých jako neziskové léky, výrazně zlevnit a zefektivnit zdravotnické systémy na celém světě. Na tuto myšlenku navazoval v publikovaných příspěvcích v Lancet Global Health, Trends in Pharmacological Sciences, Health Affairs a American Journal of Public Health (všude jako jediný autor).
Ve sborníku k Monodově knize Náhoda a nutnost (nakladatelství Pavel Mervart 2008) publikoval článek "Ve vědě jsme vždy právě na začátku – Monod z pohledu deweyovského instrumentalismu". Publikoval také ve Filozofickém časopise články "Relativizmus ve světle nejnovější filozofie přírodních věd" (2/2011) a "Filozofie přírodních věd a filozofie člověka u Richarda Rortyho: nová potřeba pojmu transcendence?" (6/2012).

### Publicistika, psaní o beletrii a literární tvorba
Jako publicista začal psát názorové články v roce 2003 pro ChristNet, pak i pro Hospodářské noviny, Respekt, Přítomnost, Mladou frontu, Lidové noviny, Literární noviny, A2. Systematicky se publicistice věnuje v Britských listech, kde mu vyšlo přes dva tisíce příspěvků. Obsahově jde zejména o vnitropolitické komentáře (analytické, často kritické až sarkastické, příkladem může být reakce na oznámení Andreje Babiše, že si koupí média, nebo na novoroční projev premiéra Fialy), ale také náboženské úvahy ke křesťanským svátkům, postřehy ze světa vědy nebo filozofie, úvahy nad evropskými dějinami a tématy hodnotové orientace společnosti. Svými články podporuje progresivní agendu (práva žen a menšin) a hlásí se k západní liberální politice. Velký důraz klade na právní stát a kvalitu institucí svobodné společnosti. Napsal pro Britské listy zprávy ze svých návštěv na Harvardově univerzitě a na Caltechu. Kolem roku 2010 tamtéž publikoval články o svém boji s nelegálními motoristy v lesích v okolí Krnova. Mezi jeho nejčtenější články patří např. první díl série o Božské komedii, kterou původně zveřejnil ve svém literárním časopise Téma. V Britských listech také na základě četby knihy Ronalda Huttona "The Witch" publikoval osvětu o čarodějnictví.
Od září roku 2003 do konce roku 2008 vydával literární časopis Téma, dostupný volně na internetu a zaměřený na klasickou světovou literaturu. Zde jsou zveřejněny jeho rozhovory např. s Janem Čulíkem, Ivanem Štampachem, Igorem Chaunem, Janem Sokolem, Viktorem Šlajchrtem či Ivanem Havlem. V Tématu publikoval podrobné komentáře k různým dílům klasické světové literatury, např. k Faustovi, Donu Quijotovi, Homérovým eposům, k dílu Dantovu a Petrarkovu, rozsáhlou polemiku s Milanem Kunderou nebo Janem Patočkou, úvahy nad tvorbou starořeckých tvůrců attické tragédie, nad eposem o Gilgamešovi nebo tvorbou Allena Ginsberga a Williama Burroughse. V Tématu zveřejnil také svou básnickou a dramatickou tvorbu, např. drama na motivy Tacitovy knihy Z dějin císařského Říma s názvem "Vitellius" (podle císaře Vitellia) - drama je napsáno veršem a pokrývá zhruba rok vlády císařů Galby, Othona a Vitellia po zavraždění císaře Nerona.
V přírodovědném časopise Vesmír v letech 2011-2012 mu vyšla série tří glos "Filozofie přírodních věd na začátku 21. století". Pro Vesmír napsal texty o krizi biomedicíny, o schvalování léků, o dějinách výzkumu rakoviny nebo o protinádorové aktivitě disulfiramu. Publikoval tam také recenzi knihy filozofa van Fraassena "Scientific Representation: Paradoxes of Perspective".
Vystoupil v pořadu České televize Sváteční slovo nebo na půdě žilinské nadace Polis. Jan Jandourek s ním udělal rozhovor pro Forum24. Další rozhovory lze najít v knize Michala Gibody "K věci" nebo na stránkách Českého rozhlasu Olomouc. Rozhovory pro Britské listy: číslo 445, číslo 565, číslo 588, číslo 603, číslo 645.

## Společnost
Je členem Správní rady Nadačního fondu Univerzity Palackého a Spolku pro konání Letní filozofické školy.